# تیسادونی
تیسادونی (به مجاری:  Tiszaadony) یک منطقهٔ مسکونی در مجارستان است که در ناحیه واشاروشنامنی واقع شده‌است. تیسادونی ۱۵٫۶۳ کیلومتر مربع مساحت و ۶۵۵ نفر جمعیت دارد.